# 大宣教命令

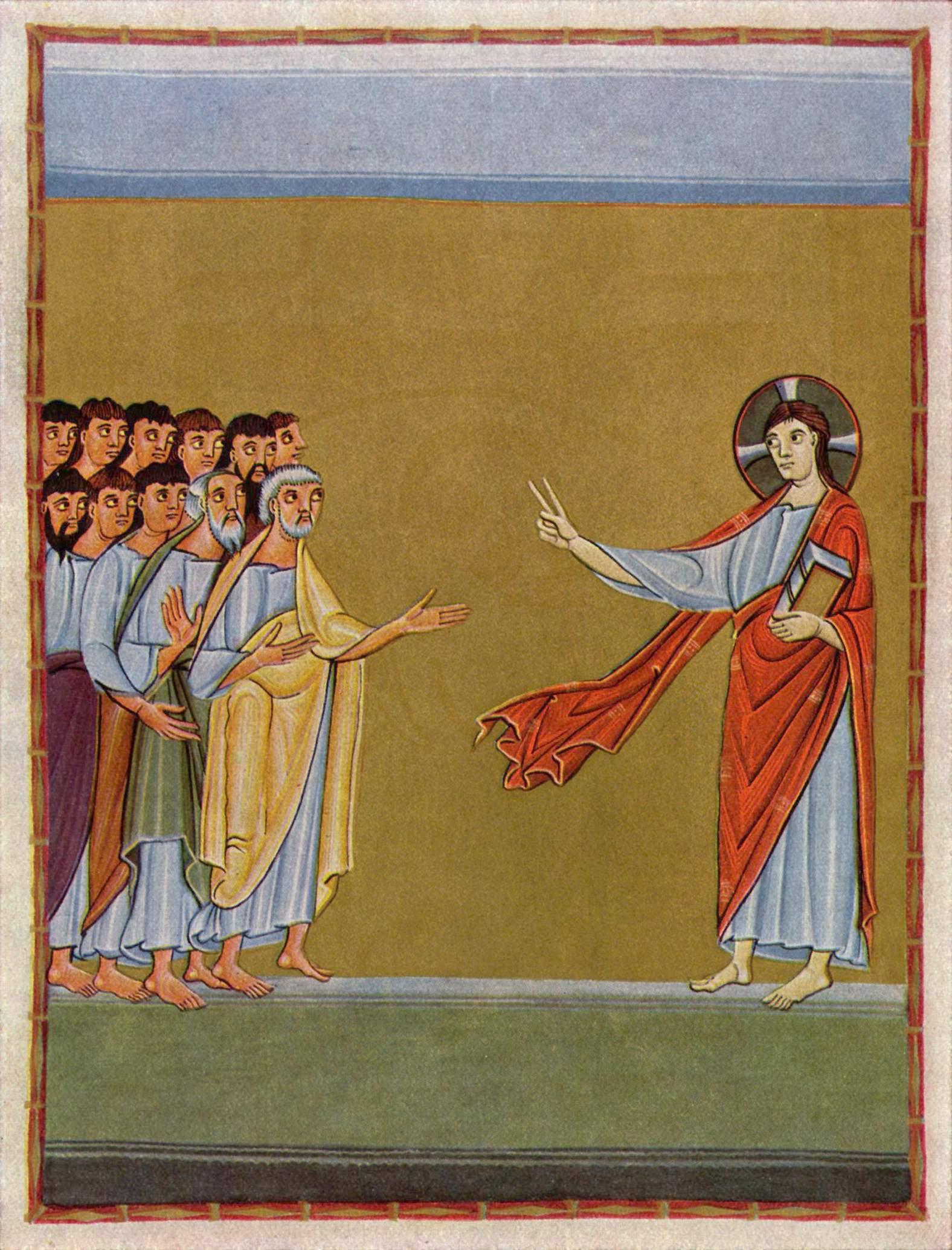
イエスと弟子たち

大宣教命令（だいせんきょうめいれい）または大使命（だいしめい、英語: The Great Commission）とは、キリスト教聖書・新約聖書の中で、イエス・キリストが自らの教えを全世界に広めるよう命令したことを指す。
聖書には、そうした記述が数カ所あるが、『マタイによる福音書』28章19－20節の記述がよく引用される。

## 聖書の引用

### 新約聖書
新約聖書には、イエス自身がすべての人々へ教えを広めなさいといったという記述は、イエスの生涯を記述した４福音書の全てに、また彼の死後に直弟子たち（使徒）の行いを扱った『使徒言行録』にある  。
これらの引用の内、マタイによる福音書の記述が完全でよく使われるが、マルコによる福音書の記述も短くて理解しやすいのでよく使われる。
（以下の引用は『新改訳聖書』から）

### マタイによる福音書
『マタイによる福音書』では

### マルコによる福音書
『マルコによる福音書』では

### ルカによる福音書
『ルカによる福音書』では

### ヨハネによる福音書
『ヨハネによる福音書』では

### 使徒言行録
『使徒言行録』では

## 出自
「大使命」（The Great Commission）とは誰が言い出したかはっきりしないが、中国奥地伝道に尽くしたイギリスの伝道師、ハドソン・テイラー（1832-1905）が広めたともいわれる。